# 코날 막 콤갈
코날 막 콤갈(고대 아일랜드어: Conall mac Comgaill)은 558년에서 574년 사이에 달 리어타 국왕이다.
콤갈 막 도망가르트의 아들이다. 콜룸바 히엔시스에게 이오나섬을 주어 수도원을 세울 수 있게 해 준 것이 그라는 말이 있다. 「알바인의 노래」에는 코날이 무탈하게 치세를 보냈다고 되어 있지만, 『울라 편년사』에는 568년 코날이 남 이 넬의 콜만 베크 막 디어르마토와 함께 군사원정을 갔다는 기사가 있다. 좀더 후대의 기록이라 신뢰성이 조금 떨어지는 『에린 왕국 편년사』에서는 이렇게 이야기하고 있다. “페르구스 케르베의 아들 디어르마드의 아들 콜만 베그와 달 리어다의 수장 콤갈의 아들 코날의 함대가 솔(세일섬)과 일러(아일러섬)로 향했고, 거기서 많은 전리품을 가져왔다.”
『알바인의 역사』에는 코날에게 일곱 명의 아들이 있다고 했는데, 그 이름은 렝세크, 네크탄, 아르턴, 투어헌, 투투, 케르퍼였다. 하지만 코나드 케르도 코날의 아들이라고 하고, 『울라 편년사』나 『티게르나크의 편년사』에는 코날의 아들 둔카드가 킨티러에서 '가브란의 아들들"의 군대를 이끌다 죽었다는 기사가 있다.

## 참고 자료
- Anderson, Alan Orr, Early Sources of Scottish History A.D 500–1286, volume 1. Reprinted with corrections. Paul Watkins, Stamford, 1990. ISBN 1-871615-03-8
- Bannerman, John, Studies in the History of Dalriada. Scottish Academic Press, Edinburgh, 1974. ISBN 0-7011-2040-1